# Brednoskajman
Brednoskajman (Caiman latirostris), även kallad brednosad glasögonkajman, är ett krokodildjur som förekommer i Sydamerika och tillhör släktet kajmaner. IUCN kategoriserar arten globalt som livskraftig.
Utbredningsområdet är norra Argentina, sydöstra Brasilien (Rio Grande do Sul), Bolivia, Paraguay och Uruguay.

## Underarter
Arten delas in i följande underarter:
- C. l. chacoensis
- C. l. latirostris